# Crandalliet
Het mineraal crandalliet is een gehydrateerd calcium-aluminium-fosfaat met de chemische formule CaAl3(PO4)2(OH)5·(H2O).

## Eigenschappen
Het doorzichtig tot subdoorschijnend grijze, gele of lichtrode crandalliet heeft een glas- tot doffe glans, een witte streepkleur en de splijting is perfect volgens het kristalvlak [0001]. Het kristalstelsel is trigonaal of hexagonaal. Cornetiet heeft een gemiddelde dichtheid van 2,84, de hardheid is 4 en het mineraal is niet radioactief.

## Naamgeving
Het mineraal crandalliet is genoemd naar Milan L. Crandall Jr., ingenieur aan het Knight Syndicate, Provo, Utah, Verenigde Staten.

## Voorkomen
Crandalliet is een fosfaat dat gevormd wordt in lateritische fosfaatafzettingen en bij de verwering van pegmatitische fosfaatmineralen. De typelocatie is de Silver City mijn in Juab County, Utah, Verenigde Staten.
Het mineraal wordt verder gevonden in de Silver Coin mijn in Humboldt County, Nevada, Verenigde Staten.

Kärnten, Salzburg, Steiermark in Oostenrijk, Baden-Württemberg, Beieren, Hessen en Noordrijn-Westfalen in Duitsland. Oeral in Rusland